# Charles Laperrine d'Hautpoul
Charles Guillaume Dominique Laperrine d'Hautpoul est un homme politique français né le 23 février 1781 à Carcassonne (Aude) et mort le 6 février 1847 à  Carcassonne.

## Biographie
Marchand de draps à Carcassonne, il est le beau-frère d'Alphonse Henri d'Hautpoul. Il est député de l'Aude de 1827 à 1830, siégeant au centre-droit, avec les royalistes constitutionnels et conseiller général du canton de Carcassonne centre de 1840 à 1847. Il fait partie des signataires de l'adresse des 221.
Il fut président de la Chambre de commerce et d'industrie de Carcassonne de 1813 à 1816, de 1836 à 1837 et de 1843 à 1844.
Son épouse Pauline d'Hautpoul, était la sœur du général et ministre Alphonse Henri d'Hautpoul.

## Sources
1. ↑  Claude Marquié, « Les ancêtres du général Laperrine (XVIII-XIX siècles) », sur ladepeche.fr, 24 juin 2001 (consulté le 2 août 2024)

- « Charles Laperrine d'Hautpoul », dans Adolphe Robert et Gaston Cougny, Dictionnaire des parlementaires français, Edgar Bourloton, 1889-1891 [détail de l’édition]